# Thẩm Kiến Hoành

Thẩm Kiến Hoành

Thẩm Kiến Hoành (tiếng Anh: Shen Jian Hong, tiếng Trung: 沈建宏, sinh ngày 9 tháng 11 năm 1992) là điện ảnh, diễn viên, ca sĩ Đài Loan.
Bộ phim anh tham gia được nhiều khán giả yêu thích là Kiếm ngạo giai nhân.

## Sự nghiệp

#### Phim truyền hình
- Trung Hoa Tiểu Đầu Bếp
- Bóng Bàn
- Hương Vị Tình Yêu
- Bong bóng mùa hè (vai Tiểu Tranh)
- Lan lăng vương phi (Vai Vũ Văn Dục tức Bắc Chu Minh Đế) (Bạn diễn Bành Quán Anh - Trương Hàm Vận)

#### Phim điện ảnh
- Hình xăm (đóng với Dương Thừa Lâm và Lương Lạc Thi)